# Kristna folkförbundet
Kristna folkförbundet (Partija Chrystyjans'ko-Narodnyj Soyuz) var ett politiskt parti i Ukraina. 
I valet den 30 mars 2002 deltog förbundet i Viktor Jusjtjenko-alliansen Vårt Ukraina.
2003 gick man samman med tre andra kristliga partier och bildade Kristdemokratiska unionen. 